# Tragopan de Temminck
El tragopan de Temminck (Tragopan temminckii) és una espècie d'ocell de la família dels fasiànids (Phasianidae) que habita boscos mixtes i bambú a les muntanyes del sud-est del Tibet, centre de la Xina, nord del Vietnam, nord-oest de Myanmar i zona adjacent de l'Índia.

## Distribució
Té una distribució extremadament gran. Tot i que sembla que la tendència de la població està a la baixa, no es creu que la disminució sigui prou ràpida per apropar-se als llindars de vulnerable.